# JOLED
JOLED（ジェイオーレッド）は、日本のディスプレイメーカーである。有機ELディスプレイ (OLED) 、関連部品、材料、製造装置、関連製品を研究・開発し、生産・販売する。
2017年に「印刷方式」のOLEDの開発・生産に世界で初めて成功し、2021年から「OLEDIO」として中型OLEDディスプレイの出荷を開始するも、2023年3月に民事再生手続き開始を申立てる。開発部門のみジャパンディスプレイ (JDI) が譲受する。

## 概要

### 設立
有機ELディスプレイ (OLED) の早期事業化を目的として設立された日本の会社である。2015年に産業革新投資機構 (JIC) の主導にJDIが参画し、ソニーとパナソニックの有機EL開発部門を統合して設立された。2007年に世界初の有機ELテレビを発売したソニーと、2013年度のCESで世界初の印刷方式による有機ELテレビを披露したパナソニックの技術を継承している。
効率的な生産を可能とする、独自の有機ELディスプレイ製造技術「RGB印刷方式」を保有する。2017年時点で、大型有機EL市場を寡占する韓国のLGディスプレイは「白色蒸着方式」、小型有機EL市場を寡占するサムスンディスプレイは「RGB蒸着方式」の有機ELディスプレイを製造しているが、JOLEDの「印刷方式」は「蒸着方式」に比して、生産効率、材料利用効率、サイズ拡張性において高い「プロセス優位性」がある。印刷方式有機ELディスプレイ（印刷OLED）の安定量産に成功すれば、蒸着方式に比べて15パーセント (%) から20%もコストが低くなるとJOLEDは主張している。
2017年から石川技術開発センターで月産能力2000枚（G4.5ガラス基板投入ベース）のパイロットラインで少量生産を開始し、ソニーの医療用モニターなどに採用された。小型有機ELディスプレイで先行するサムスンディスプレイや、大型有機ELディスプレイで先行するLGディスプレイが参入していない、中型サイズの有機ELディスプレイ市場から参入した。2018年1月にASUSがプロフェッショナルモニター「ProArt PQ22UC」に採用し、2019年9月から日本でも発売開始された。2019年11月に、EIZOがエンターテインメントモニター「FORIS NOVA」に採用して世界限定500台で発売した。2021年時点で民生用有機ELテレビ用ディスプレイパネル最大手のLGディスプレイを傘下に置くLG電子も、プロフェッショナル用モニターではJOLEDの有機ELディスプレイパネルを採用するほど評価が高い。
デンソーとJOLEDが共同開発した車載用フレキシブル有機ELディスプレイは、トヨタのコンセプトカー「LQ」に搭載されている。
2019年11月、能美事業所に構築した世界初とされる印刷方式有機ELディスプレイ量産ライン (G5.5) の稼働を開始し、顧客へのサンプル出荷を開始した。能美事業所の量産ラインは月産能力2万枚（G5.5ガラス基板投入ベース）の生産能力を備えて、10 - 32型の中型パネルを製造できる。2021年3月、能美事業所で量産を開始し、世界初となる印刷方式OLEDの量産出荷を記念して3月29日に式典を催した。あわせて「OLEDIO」のブランド名を発表。2021年現在、LG電子のプロフェッショナル用モニター「LG UltraFine OLED Pro 32EP950」などに採用されている。
テレビ向けなどの大型サイズの有機ELディスプレイは自社で生産せず、他社へ技術ライセンスして印刷方式技術の普及を図り、技術と開発力を収益化するビジネスモデルを描いている。2019年6月に華星光電 （CSOT）と資本業務提携し、大型TV向け有機ELディスプレイパネルを共同開発することを発表、同時にCSOTから200億円を調達した。CSOTの親会社であるTCL集団は世界初となる印刷方式OLEDテレビの量産出荷を目指し、2020年にJOLEDに300億円を投じ、JOLEDの技術ライセンスを用いたCSOT広州工場のOLED生産ライン (G8.5) が2021年に着工され、中国初となる印刷方式OLEDの量産ラインが2022年7月に稼働した。TCL/CSOTによる印刷方式OLEDテレビは2023年1月のコンシューマー・エレクトロニクス・ショーでお披露目され、2025年頃までの量産出荷を目指している。

### 倒産
2017年時点で印刷方式の有機ELディスプレイ技術は、経済産業省の分析によると、JICが株主であるJOLED以外、中国の華星光電 (CSOT) と天馬微電子 (Tianma) らが共同で設立した聚華 (Juhua) が目立つ程度で、JOLEDに先進性が有ると考えられて日本政府系の投資ファンドである産業革新機構/産業革新投資機構（JIC）/INCJより2023年3月時点で約1390億円の支援を受けたが、液晶の値崩れに伴い、2020年までにAUO、Samsung、BOEなど世界の多くの大手ディスプレイメーカーが印刷方式OLEDの自社開発を開始した。各社は印刷方式OLEDの開発に成功した2020年以降、さらに進んで、印刷方式OLEDと量子ドットの良いところを組み合わせた「量子ドット有機EL」 (QD-EL) の開発を開始した。サムスンは2020年にインクジェット印刷方式の開発に成功し、2022年に量子ドット有機ELディスプレイの最初の製品を発売した。ソニーもテレビ製品で2022年にサムスンのパネルを採用した。シャープは2021年に印刷方式よりも低コストかつ高性能なフォトリソグラフィー方式による量子ドット有機ELの開発に成功するなど、世界初の印刷方式有機ELを誇るJOLEDは先進性が薄れ、能美事業所の製造能力限界から普及が進まずにパネルの価格が高止まりし、資金繰りも悪化している。歩留まりの悪さ、生産能力の低さ、固定資産の減価償却、レクサス車載用OLEDパネルの製造失敗などから、2022年8月に倒産の危機に直面していると聯合報が報じた。
「中型サイズのモニタ」というニッチに特化した背景として、JOLEDの印刷方式は精細度で蒸着方式に劣るためにスマホに使えない、また旧JDI能美工場のスマホ用ラインを転用しているためにテレビ用大型モニタが生産できない、などの背景があったが、2021年頃よりサムスンが中型OLEDの量産を開始し、パソコンやゲーミングモニターにサムスンのOLEDを採用する動きが始まったため、JOLEDの市場が成り立たなくなった。
2021年3月に、資本金を約877億円から1億円へ減資する。能美事業所の量産が遅れる一方で研究開発費用が増加しており、事業規模に見合う税負担として財務体質の健全化を図る。しかし資金の流出は続き、2022年3月期には債務超過に陥った。
2023年3月27日に、東京地方裁判所へ民事再生手続き開始を申立てる。負債総額は337億円で、技術や知財権はJDIが継承し、石川県能美と千葉県の事業所は閉鎖する。なお、JOLEDに出資し10%強の株を保有する大株主であった中国TCL集団が約300億円の特損、北陸電気工業が約20億円の特損を計上するなど、関連会社も影響を受けた。

### 倒産後
旧JOLEDの従業員380人中、約100人はJDIが引き取り、残りは退職した。JOLEDが開発を進めていた印刷方式OLEDのIPもJDIが引き取ったが、JDIはJOLEDの印刷方式OLEDとは別に次世代OLEDと称する「eLEAP」の開発を進めていることから、今後は「eLEAP」に集中し、印刷方式の開発は行わない方針となった。そのため、文部科学省とともに印刷方式OLEDを開発していた山形大学の城戸淳二は、2023年4月、わざわざ実績のない金属マスク不要の蒸着方式「eLEAP」の開発に打ち込むJDIを批判するとともに、旧JOLEDの印刷方式OLEDに国費を投入する必要性を訴えた。
JOLED倒産後、壁掛け有機EL「glancy」（18万3,000円）が7万円で投げ売りされた。JOLEDは壁掛け有機ELディスプレイ「glancy」向け映像配信サービス「J-GARO」を2022年2月に開始し、「アートのサブスク」として話題を集めたが、商業的には振るわず、2022年12月に終了していた。
2023年12月、旧JOLED能美事業所の土地と建屋をTOPPANが買収した。OLEDの製造装置はTCL CSOTが引き取り、引き続いて印刷方式による大型OLEDの2024年下半期までの量産出荷を目指している。

## 沿革
従来から有機ELはソニーやパナソニックが開発しており、2012年6月に得意分野で提携すべく共同開発で合意したが、開発の遅さや低価格化が進捗せず、2013年12月に提携を解除した。
のちに両社は有機EL事業から撤退する方針として、事業はJICへ売却し、JIC主導でJDIを中心にソニーとパナソニックの有機EL事業を集約することを決定した。2014年7月31日に4者はJOLEDの設立に合意し、JICが75%、JDIが15%、ソニーとパナソニックが各5%ずつ出資し、2015年1月にJOLEDが発足した。
- 2015年1月5日に事業を開始[33]。印刷方式による安価での量産と早期の事業化を目指し、ノートPCやタブレットなどへの利用を見込む[34]。
- 2017年
  - 3月20 - 24日、ドイツ・ハノーバーで開催された国際情報通信技術見本市「CeBIT 2017」にブース出展し、試作パネルを展示した[35]。
  - 5月17日、東京都内で技術展示会を開き、低コストの「印刷方式」で生産した有機ELパネルを初披露した[36][37][38]。
  - 12月5日、JOLED石川技術開発センターから、世界初となる「印刷方式」有機ELディスプレイパネルの製品出荷を開始した[39][40][41][42][43][44]。
- 2018年
  - 1月、ASUSのプロフェッショナルモニターや、ソニーの医療用モニター向けに、21.6型の自社パネルを提供する事が報道された[45][46][47]。
  - 7月1日、石川県能美市にJOLED能美事業所を設立。世界初の「印刷方式」有機ELディスプレイパネルの量産ライン建設を進め、2020年の量産開始を目指す[48][49][50]。
  - 12月5日 - 7日、幕張メッセで開催された「ファインテック ジャパン2018」において、有機ELディスプレイ製品や開発中の試作機を多数展示[51][52][53]。
- 2019年
  - 4月1日、千葉県茂原市にJOLED千葉事業所を開設。有機ELディスプレイ月産約22万台の生産能力を備える「後工程」製造拠点として、能美事業所と同時に2020年稼動開始予定[54]。
  - 10月2日、EIZOエンターテインメントモニター「FORIS NOVA」に搭載された[55]。
  - 10月21日、トヨタのコンセプトカー「LQ」にデンソーとJOLEDが共同開発したフレキシブル有機ELディスプレイが採用された[56]。
  - 11月25日、能美事業所に構築した世界初の印刷方式有機ELディスプレイ量産ラインの稼働を開始した[57]。
- 2020年
  - 6月19日、中国・TCL CSOTと資本業務提携契約を締結。第三者割当増資により200億円を調達し、テレビ向け大型有機ELディスプレイの共同開発を開始した[58]。
  - 9月と12月には、Rosen Aviation、AERQとの提携・協業を発表。航空機への中型有機ELディスプレイの採用に向けて進めるとしている。
- 2021年
  - 1月13日、LG電子のプロフェッショナル用モニター「LG UltraFine OLED Pro 32EP950」に採用されたと発表。
  - 3月29日、量産ラインから、中型有機ELディスプレイ「OLEDIO」の製品出荷を開始した。
- 2023年
  - 3月27日、東京地方裁判所へ民事再生手続き開始[22]を申立てる。

## 拠点
2023年時点
| 事業所名                     | 〒       | 住所                                                         | 電話番号             | 地図 |
| ---------------------------- | -------- | ------------------------------------------------------------ | -------------------- | ---- |
| 株式会社JOLED 本社           | 101-0054 | 東京都千代田区神田錦町3-23 メットライフ神田錦町ビル10階      | 03-5280-1600（代表） | Map  |
| JOLED 京都技術開発センター   | 600-8028 | 京都市下京区寺町通松原下ル植松町733番地 河原町ＮＮＮビル 9階 | 075-585-4145（代表） | Map  |
| JOLED 神奈川技術開発センター | 243-0432 | 神奈川県海老名市中央2-9-50 海老名プライムタワー18階          | 046-271-8100（代表） | Map  |
| JOLED 石川技術開発センター   | 923-1296 | 石川県能美郡川北町字山田先出26番2                            | 076-277-3940         | Map  |
| JOLED 能美事業所             | 923-1201 | 石川県能美市岩内町1番地47                                    | 0761-58-1400         | Map  |
| JOLED 千葉事業所             | 297-8622 | 千葉県茂原市早野3300番地                                     | 0475-25-9010         | Map  |

## 参考
- 2015年
  - 2016年に量産の試作ラインを稼動させ、2017年には量産ラインの投資判断を行うとしている[59][60]。
  - 8月に、有機ELディスプレイの開発拠点をJDI石川工場を借用して2017年春期に設立することを決定した[61]。
  - 10月には基板に樹脂を使って曲げることのできるフレキシブル有機ELパネルの製品化に乗り出すことを決定した[62]。
- 2016年
  - 12月に、JDIが出資比率を15%から51%に引き上げ、2017年度上期に連結子会社化すると発表した[63]。子会社化は1年延期され[64]、2018年3月30日にJDIは子会社化を撤回する旨発表した[65]。JDIの資金余力が不足[64]していた。

2019年にJDIの経営悪化に伴い、447億円の支援と引き換えにJDI保有のJOLED全株式がJICへ譲渡された。